# Катастрофа Cessna 402 на Абако
Катастрофа Cessna 402 на Абако — авиационная катастрофа, произошедшая 25 августа 2001 года. Частный легкомоторный самолёт Cessna 402B авиакомпании Blackhawk International Airways выполнял рейс по маршруту Абако—Майами, но рухнул на землю вскоре после вылета из аэропорта Абако. Погибли все находившиеся на борту 9 человек — 1 пилот и 8 пассажиров, в том числе популярная певица Алия.